# مثونی، مسینیا
مثونی، مسینیا (به لاتین: Methoni) یک روستا در یونان است که در Pylos-Nestor واقع شده‌است.